# P-Klasse (2012)
Die P-Klasse ist eine Klasse von Lotsenstationsschiffen des Nederlands Loodswezen.

## Geschichte
Die Schiffsklasse wurde von den Unternehmen Conoship International und SasTech sowie der Werft Barkmeijer Shipyards nach den Wünschen der niederländischen Lotsenorganisation Nederlands Loodswezen entworfen. Die Schiffe wurden im September 2010 bestellt und auf der Werft Barkmeijer Shipyards in Stroobos gebaut. Die Gesamtkosten beliefen sich auf rund 90 Millionen Euro.
Die Schiffe ersetzten die Lotsstationsschiffe der M-Klasse, die 1977 bzw. 1978 in Dienst gestellt worden waren und nur noch mit großem Aufwand an die aktuellen Anforderungen hätten angepasst werden können.

## Beschreibung
Der Antrieb erfolgt dieselelektrisch. Er ist vollständig redundant über zwei Antriebsstränge aufgebaut. Die Propulsion erfolgt durch zwei ABB-Elektromotoren mit je 1700 kW Leistung, die über Untersetzungsgetriebe auf zwei Festpropeller wirken. Die Schiffe sind mit zwei Bugstrahlrudern mit jeweils 350 kW Leistung ausgestattet.
Für die Stromerzeugung stehen insgesamt sechs Dieselgeneratorsätze zur Verfügung. Vier Leroy-Somer-Generatoren mit 1.175 kVA Scheinleistung, die von jeweils einem Caterpillar-Dieselmotor des Typs C32 Acert mit 940 kW Leistung angetrieben werden, dienen der Stromerzeugung für die Fahrmotoren. Zwei weitere Leroy-Somer-Generatoren mit 713 kVA Scheinleistung, die von jeweils einem Caterpillar-Dieselmotor des Typs C18 mit 570 kW Leistung angetrieben werden, dienen der Stromversorgung an Bord. Motoren und Generatoren sind jeweils redundant in zwei voneinander getrennten Abteilungen im Maschinenraum untergebracht. Weiterhin wurde ein Notgenerator verbaut, der aus einem Caterpillar C9 mit 200 kW Leistung besteht, der einen Leroy-Somer-Generator mit 250 kVA Scheinleistung antreibt.
An Bord der Schiffe ist Platz für 17 Besatzungsmitgliedern (inklusive der Besatzungsmitglieder der Tenderboote, mit denen die Lotsen übergesetzt werden). Die Schiffe bieten Platz für 18 Lotsen. Außerdem sind zehn Reservebetten vorhanden.
Die Schiffe sind mit drei Tenderbooten ausgerüstet. Die Boote werden mit Hilfe von Davits zu Wasser gelassen und wieder aufgenommen. Sie werden von zwei Personen gefahren und können vier Lotsen befördern. Eine weitere Möglichkeit zum Übersetzen von Lotsen sind die SWATH-Lotsentender, die beim Stationsschiff längsseits gehen, damit die Lotsen übersteigen können.
Die Schiffe können bis zu vier Wochen auf Station bleiben. Sie sind auch dafür ausgelegt, die Tenderboote mit Kraftstoff zu versorgen.

## Schiffe
| P-Klasse | P-Klasse  | P-Klasse   | P-Klasse                                           |
| Bauname  | Baunummer | IMO-Nummer | Kiellegung Stapellauf Ablieferung                  |
| -------- | --------- | ---------- | -------------------------------------------------- |
| Polaris  | 324       | 9496915    | 15. Februar 2011 18. November 2011 4. Oktober 2012 |
| Pollux   | 325       | 9496953    | 19. Oktober 2012 30. August 2013                   |
| Procyon  | 326       | 9496965    | 5. Juli 2013 27. Juni 2014                         |

Die Schiffe sind nach Sternen – Polarstern, Pollux und Prokyon – benannt. Jeweils ein Schiff ist auf den Lotsstationen Maasmond (nordwestlich von Hoek van Holland) und Steenbank (nordwestlich von Vlissingen) stationiert, eins dient als Reserve.